# Пор-Сен-Луи-дю-Рон
Пор-Сен-Луи-дю-Рон (фр. Port-Saint-Louis-du-Rhône) — коммуна на юго-востоке Франции в регионе Прованс — Альпы — Лазурный Берег, департамент Буш-дю-Рон, округ Арль, кантон Арль.
Площадь коммуны — 73,38 км², население — 8483 человека (2006) с тенденцией к стабилизации: 8579 человек (2012), плотность населения — 116,9 чел/км².

## Население
Население коммуны в 2011 году составляло 8609 человек, а в 2012 году — 8579 человек.
| 1962 | 1968 | 1975  | 1982  | 1990 | 1999 | 2006 | 2007 | 2011 | 2012 |
| ---- | ---- | ----- | ----- | ---- | ---- | ---- | ---- | ---- | ---- |
| 6278 | 8285 | 10393 | 10378 | 8624 | 8123 | 8483 | 8530 | 8609 | 8579 |

Динамика населения:

## Экономика
В 2010 году из 5424 человек трудоспособного возраста (от 15 до 64 лет) 3672 были экономически активными, 1752 — неактивными (показатель активности 67,7 %, в 1999 году — 63,0 %). Из 3672 активных трудоспособных жителей работали 3034 человека (1758 мужчин и 1276 женщин), 638 числились безработными (252 мужчины и 386 женщин). Среди 1752 трудоспособных неактивных граждан 445 были учениками либо студентами, 513 — пенсионерами, а ещё 794 — были неактивны в силу других причин.
На протяжении 2010 года в коммуне числилось 3775 облагаемых налогом домохозяйств, в которых проживало 8596,5 человек. При этом медиана доходов составила 15 тысяч 978 евро на одного налогоплательщика.